# رندا الشيخ
رندا الشيخ ، كاتبة وقاصة ومذيعة. كان لها زاوية أسبوعية في صحيفة عكاظ بعنوان البعد الخامس. حاصلة على بكالوريوس الإعلام بتخصص الصحافة. وتعمل منذ 2020 وحتى الآن كصحفية ومذيعة في قناة العربية في نشرة الرابعة السعودية. عملت معدة برامج في إذاعة البرنامج الثاني من جدة بقسميها العربي والأوروبي منذ عام 2009م وحتى 2020م. تقدم المؤتمرات والفعاليات والدورات التدريبية للجامعات وتدير الجلسات الحوارية في معارض الكتب. كان أول ما قدمته مؤتمر الإبداع تيدكس أرابيا عام2011م.

## نشاطها الإعلامي
بدأت رندا مشوارها الإعلامي ككاتبة في عدة صحف كصحيفة عكاظ، الحياة، المدينة وعدة مجلات كمجلة سيدتي، مجلة لها ومجلة الصدى الإماراتية في قسم مقالات القرّاء. وتم نشر أول خاطرة لها بعنوان الحقيقة المرّة في مجلة لها، وأول مقال كتبته نُشر في جريدة الحياة، وأول قصة نشرت كانت في مجلة سيدتي بعنوان ليلة زفاف. وبعد أن نالت جائزة أفضل مقال في مجلة الصدى الإماراتية، تم التعاقد معها ككاتبة متعاونة في نفس المجلة. ثم انتقلت للعمل ككاتبة وصحفية متعاونة في مجلة سيدتي.
وفي عام 2009م، انضمت رندا إلى إذاعة البرنامج الثاني في جدة مذيعةً ومقدمة برامج باللغة العربية والإنجليزية. وأبرز برامجها الإذاعية المباشرة على إذاعة جدة:
- برنامج وردي وأزرق: هو برنامج أسبوعي تثقيفي، يحمل طابعاً شبابياً خفيفاً. فكرتها وإعدادها وتقديمها مباشرة عصر كل أحد في الرابعة وخمس دقائق.
- برنامج صباح النور يابلدي: برنامج يومي صباحي منوع من الـ7 وحتى الـ9 كل أربعاء.
- برنامج استديو الظهيرة: برنامج مسابقات يومي خفيف من الـ1 وحتى الـ2 ظهراً كل أربعاء.
- برنامج حصاد الظهيرة الإخباري: برنامج يومي سياسي من الـ2 وحتى الـ3 ظهراً. تشارك في إعداده وتقديمه.

## مسيرتها الإعلامية
من ديسمبر 2022
- صحفية ومذيعة في شبكة العربية الإخبارية.
- إدارة جلسات الحوار في معارض الكتب (جدة - الرياض)

من سبتمبر 1999 حتى أغسطس 2009م
- رئيسة لقسم الخدمات الاجتماعية والتثقيف الصحي ومنسقة للعلاقات العامة والمحاضرات.[5]
- صحفية متعاونة مع مجلة الصدى الإماراتية.[5]
- صحفية متعاونة في مجلة سيدتي.[5]

من أغسطس 2009 وحتى 2012
- مذيعة ومعدة برامج في إذاعة البرنامج الثاني من جدة (إذاعة جدة).[5]
- مذيعة في قناة الثقافية السعودية.[5]
- كاتبة عامود أسبوعي في صحيفة عكاظ السعودية
- قاصة في مجلة تالة الشهرية السعودية
- كاتبة في صحيفة الإقتصادية الإلكترونية [5]
- كاتبة عامود في صحيفة البلاد ولمدة عام بعنوان (لسان الحال)[5]

### أربعة عالخط

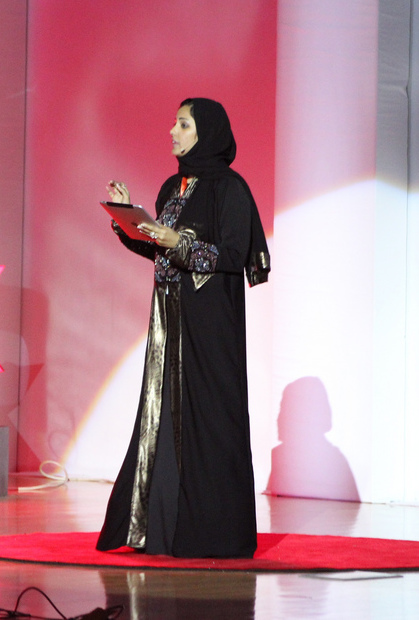
رندا تتحدث في مؤتمر تيد عام 2011.

في 21 ديسمبر 2010، قدمت رندا الشيخ الحلقة الأولى من برنامج «أربعه على الخط» كأول ظهور تلفزيوني لها كمذيعة على القناة الثقافية السعودية بجانب: ندى فران، عبد الله الخرجي، عبدالله الأسمري وهو برنامج ثقافي بنكهة شبابية فكرته ان يكون خط تواصل بين الشباب وبين المثقفين والمبدعين السعوديين.. وكان عرضه أسبوعياً كل يوم ثلاثاء على القناة الثقافية السعودية.

### وردي وأزرق
في شهر محرم عام 1432هـ، قدمت رندا الشيخ أول برنامج من إعدادها وتقديمها «وردي وأزرق» على إذاعة البرنامج الثاني من جدة. وقد لقي هذا البرنامج أصداءاً رائعة لاعتباره برنامج شبابي مختلف. فهو يناقش قضايا شبابيه بطابع تحدي. ويتم استضافة مختص اسبوعيا في مجال كل موضوع يُناقَش. ومازال هذا البرنامج اسبوعيا بشكل مباشر كل أحد على إذاعة جدة.

### حين التقينا
في رمضان عام 1432هـ، وفي تجربة أولى لرندا وبعض زميلاتها المذيعات، قامت بكتابة مسلسل رمضاني بعنوان «حين التقينا» ، شاركها في الكتابة والتمثيل كل من نهى الجديبي وروان عاشور ومريم العمري، وكان يتم بثه «سبت واثنين وأربعاء» من كل أسبوع، وأخرجه المبدع محمد متعب الغامدي.
سبعة في سبعة
لعامين متتاليين، قدمت رندا برنامج المسابقات الرمضاني المباشر "سبعة في سبعة" على القناة الثقافية السعودية. البرنامج فكرة وإعداد وإنتاج المذيع السعودي حامد الغامدي.

## مؤلفات

### اعترافات ضلت طريقها - 2013 - مجموعة قصصية
تضم المجموعة القصصية اعترافات ضلت طريقها (16) قصة قصيرة، مارست فيها فعل البوح. ووجهت رندا حديثها إلى القارئ قائلة: “هذا كتابي إليك، أول إصدار لمجموعتي القصصية، هو البوح كله بما تعلم وما لا تعلم”. صدرت المجموعة عن الدار العربية للعلوم ناشرون.
أخاطبك إنساناً - 2014 - مقالات فكرية إنسانية
الكتاب صادر عن دار بلاتينيوم للنشر والتوزيع 
ربما أنساك - 2015 - رواية
رواية تتنقل بقفزات سريعة بين عدة دول، تنحاز للحب وتناقش محاولات النسيان أو الاستسلام التي قد يقدم عليها المرء ليرتاح، ويقف لها القدر بالمرصاد بشكل يتأرجح بين الواقع والخيال".
يوم في حياة مذيعة - 2017 - رواية
الرواية تعد الإصدار الرابع للكاتبة، والتي ناقشت فيها ما تتعرض له المذيعة العربية والخليجية من مواقف في حياتها كأنثى تعمل في هذه المهنة التي لازال البعض يتحفظ عليها.